# Bayelsa United Football Club
Maillots
Le Bayelsa United FC est un club nigérian de football basé à Yenagoa

## Histoire
Le club participe une seule fois à la Ligue des champions africaine, en 2010.
Il participe également à deux reprises à la Coupe de la confédération, en 2009 puis en 2014. Il atteint les demi-finales de cette compétition en 2009.

## Palmarès
- Championnat du Nigeria (1) 
  - Champion : 2009
- Coupe du Nigeria (1) 
  - Vainqueur : 2021
- Supercoupe du Nigeria (1) :
  - Vainqueur : 2009

## Anciens joueurs
- Bassey Akpan
- Brown Ideye
- Aruwa Ameh